# Olympio Arthur Ribeiro da Fonseca
Olympio Arthur Ribeiro da Fonseca (Niterói, 15 de setembro de 1868 – Rio de Janeiro, 2 de junho de 1938) foi um médico brasileiro.
Foi eleito membro da Academia Nacional de Medicina em 1901.